# Собачий грипп
Собачий грипп (H3N8) — вирусная инфекция, вызываемая штаммом вируса Н3N8, и передающаяся от больных собак здоровым воздушно-капельным путём. Появилась в результате мутации лошадиного гриппа и была зарегистрирована в 2004 году в США. Это заболевание с высокой заболеваемостью, но с низким уровнем смертности.
Более новая форма была выявлена в Азии в 2000-х годах и с тех пор вызвала вспышки заболевания и в США. Это мутация H3N2, которая адаптировалась к птичьему гриппу. Для обоих штаммов были разработаны вакцины.

## История
Было обнаружено, что высококонтагиозный вирус гриппы A лошадей подтипа H3N8 стал причиной гибели собак породы грейхаунд от респираторного заболевания на ипподроме во Флориде в январе 2004 года. Это было первое свидетельство того, что вирус гриппа А вызывает заболевание у собак.
H3N8 также стал причиной массовой вспышки собачьего гриппа в штате Нью-Йорк среди всех пород собак. С января по май 2005 года вспышки произошли на 20 ипподромах в 10 штатах (Аризона, Арканзас, Колорадо, Флорида, Айова, Канзас, Массачусетс, Род-Айленд, Техас и Западная Вирджиния). По состоянию на август 2006 год собачий грипп был подтвержден в 22 штатах США, включая домашних собак в Вайоминге, Калифорнии, Коннектикуте, Делавэре и Гавайях. Три района в Соединенных Штатах могут считаться эндемичными по этой инфекции из-за непрерывной волны случаев заболевания: Нью-Йорк, южная Флорида и северный Колорадо / южный Вайоминг. Нет доказательств того, что вирус может передаваться людям, кошкам или другим видам животных.
Вирус H3N2 впервые появился в Канаде в начале 2018 года после завоза двух инфицированных собак из Южной Кореи. После этого случая были обнародованы сообщения о возможном распространении вируса, а также о тревожных симптомах у двух других собак. По сообщениям, к 5 марта было распространено 25 случаев заражения, хотя предполагается, что их число приближается к 100.

## Симптомы
У около 80 % инфицированных собак H3N8 проявляются симптомы, как правило, легкие (у остальных 20 % наблюдаются субклинические инфекции), а уровень смертности среди борзых в ранних вспышках составлял от 5 до 8 %, хотя общий уровень летальных исходов среди домашних питомцев составлял менее 1 %. Симптомы легкой формы включают кашель, который длится от 10 до 30 дней, и, возможно, зеленоватые выделения из носа. У собак с более тяжелой формой может быть высокая температура и пневмония. Пневмония у этих собак вызывается не вирусом гриппа, а вторичными бактериальными инфекциями. Смертность собак, у которых развивается пневмония, вторичная по отношению к собачьему гриппу, может достигать 50 %, если не будет проведено надлежащее лечение. Вскрытие трупов собак, умерших от болезни, выявило тяжелую геморрагическую пневмонию и признаки васкулита.

## Вакцинация
В июне 2009 года Служба инспекции здоровья животных и растений (APHIS) Министерства сельского хозяйства США (USDA) одобрила первую вакцину против собачьего гриппа . Эта вакцина должна вводиться дважды с двухнедельным перерывом, а затем ежегодно.

## H3N2
Вторая форма собачьего гриппа была впервые выявлена в 2006 году в Южной Корее и на юге Китая. Этот вирус представляет собой вариант H3N2. О вспышке болезни в США впервые было сообщено в 2015 году в районе Чикаго. Вспышки были зарегистрированы в нескольких штатах США весной и летом 2015 года, а к концу 2015 года были зарегистрированы в 25 штатах. По состоянию на апрель 2015 года вопрос о том, обеспечивает ли вакцинация против более раннего штамма защиту, не был решен. Министерство сельского хозяйства США предоставило условное разрешение на вакцинацию H3N2-protective в декабре 2015.
В марте 2016 года исследования показали, что этим штаммом заразились кошки, и было предположено, что он может передаваться между ними.